# Sundsvalls stad
Denna artikel handlar om den tidigare kommunen Sundsvalls stad och dess administrativa historia. För stadens historia och dagens tätort se Sundsvall, för dagens kommun, se Sundsvalls kommun.
Sundsvalls stad var en stad och kommun i Västernorrlands län. Centralort var Sundsvall och kommunkod 1952-1970 var 2281.

## Administrativ historik
Sundsvall fick stadsprivilegier i ett interimsbrev den 23 augusti 1621. Detta undertecknades av kungen, som varit i Ryssland i krig, den 15 april 1624. Staden inrättades sedan som stadskommun den 1 januari 1863 när 1862 års kommunalförordningar trädde i kraft. År 1884 inrättades Skönsmons municipalsamhälle inom Sköns landskommun.
Den 1 januari 1948 (enligt beslut den 20 december 1946) delades Sköns landskommun upp på två delar. Ena delen, bestående av Skönsmons församling och Skönsmons municipalsamhälle, inkorporerades i Sundsvalls stad, samtidigt som den återstående delen av landskommunen bildade Sköns köping.
Sundsvalls stad påverkades inte av kommunreformen 1952. Den 1 januari 1963 överfördes till staden och Sundsvall Gustav Adolfs församling från Selångers landskommun och Selångers församling ett område med 419 invånare och omfattande en areal av 6,84 kvadratkilometer land.
Den 1 januari 1965 inkorporerades Sköns köping och de båda landskommunerna Selånger och Alnö i staden.
1 januari 1968 överfördes till Sundsvalls stad och Selångers församling ett område med 9 invånare och omfattande en areal av 0,37 km², varav allt land, från Matfors landskommun och Tuna församling.
1 januari 1971 infördes enhetlig kommuntyp och Sundsvalls stad ombildades därmed utan någon territoriell förändring till Sundsvalls kommun. Tre år senare fick Sundsvalls kommun sin nuvarande omfattning då de fyra kommunerna Njurunda, Matfors, Stöde och Indals-Liden uppgick i kommunen.

### Judiciell tillhörighet
Staden hade en egen jurisdiktion med rådhusrätt som 1971 uppgick i Sundsvalls tingsrätt.  

### Kyrklig tillhörighet
I kyrkligt hänseende tillhörde staden Sundsvalls församling, som utbrutits ur Selångers församling 1624. Enligt beslut den 4 februari 1955 ändrades församlingens namn till Sundsvall Gustav Adolfs församling. 1 januari 1948 tillkom Skönsmons församling. 1 januari 1965 tillkom fyra församlingar: Alnö, Selånger, Skön och Sättna.

### Sockenkod
För registrerade fornfynd med mera så återfinns staden inom ett område definierat av sockenkod 2497 som motsvarar den omfattning staden hade kring 1950.

## Stadsvapnet
Blasonering: I fält av silver en stormhatt över två korslagda muskötgafflar, allt blått.
Detta vapen fastställdes av Kungl. Maj:t år 1939 efter ett sigill från 1624 års privilegiebrev. Vapnet förs idag av den nuvarande Sundsvalls kommun. Se artikeln om Sundsvalls kommunvapen för mer information.

## Geografi
Sundsvalls stad omfattade den 1 januari 1952 en areal av 29,85 km², varav 29,35 km² land.

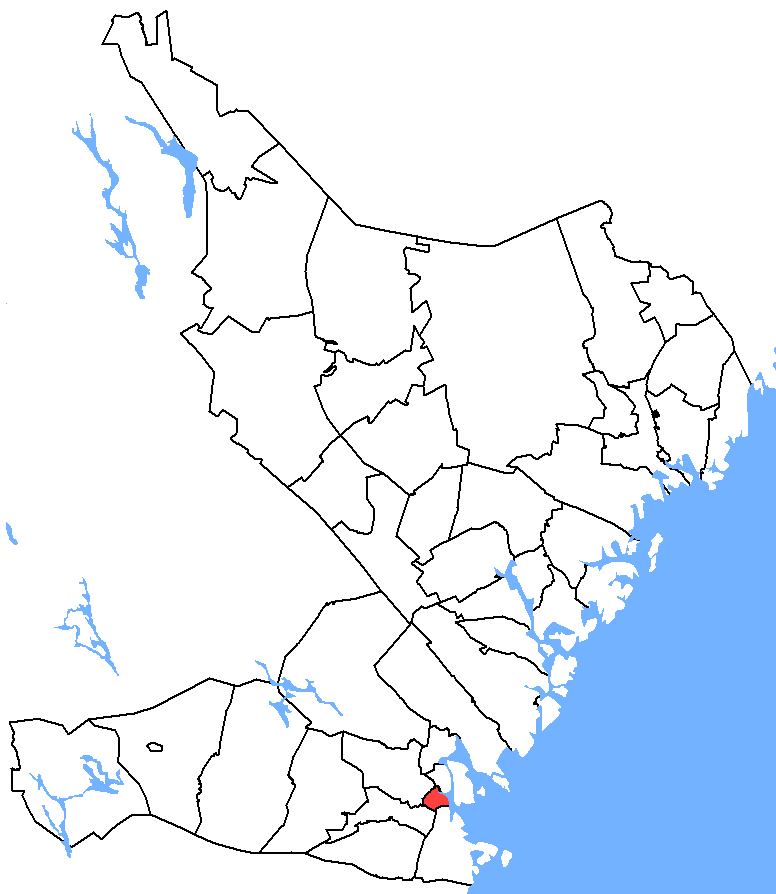
Sundsvalls stad 1952–64
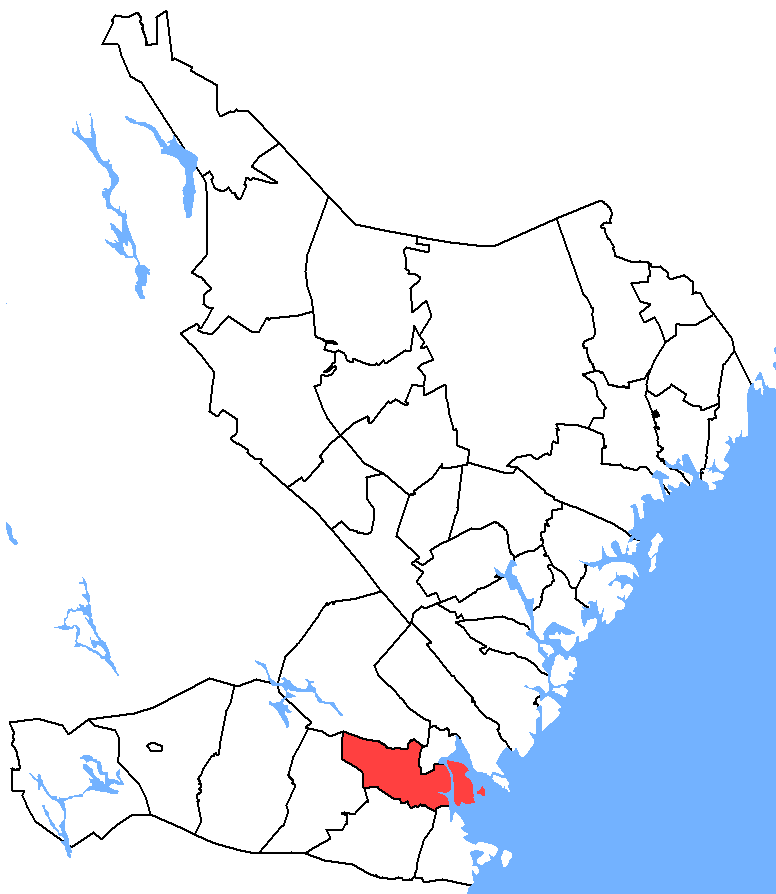
Sundsvalls stad 1965-1970

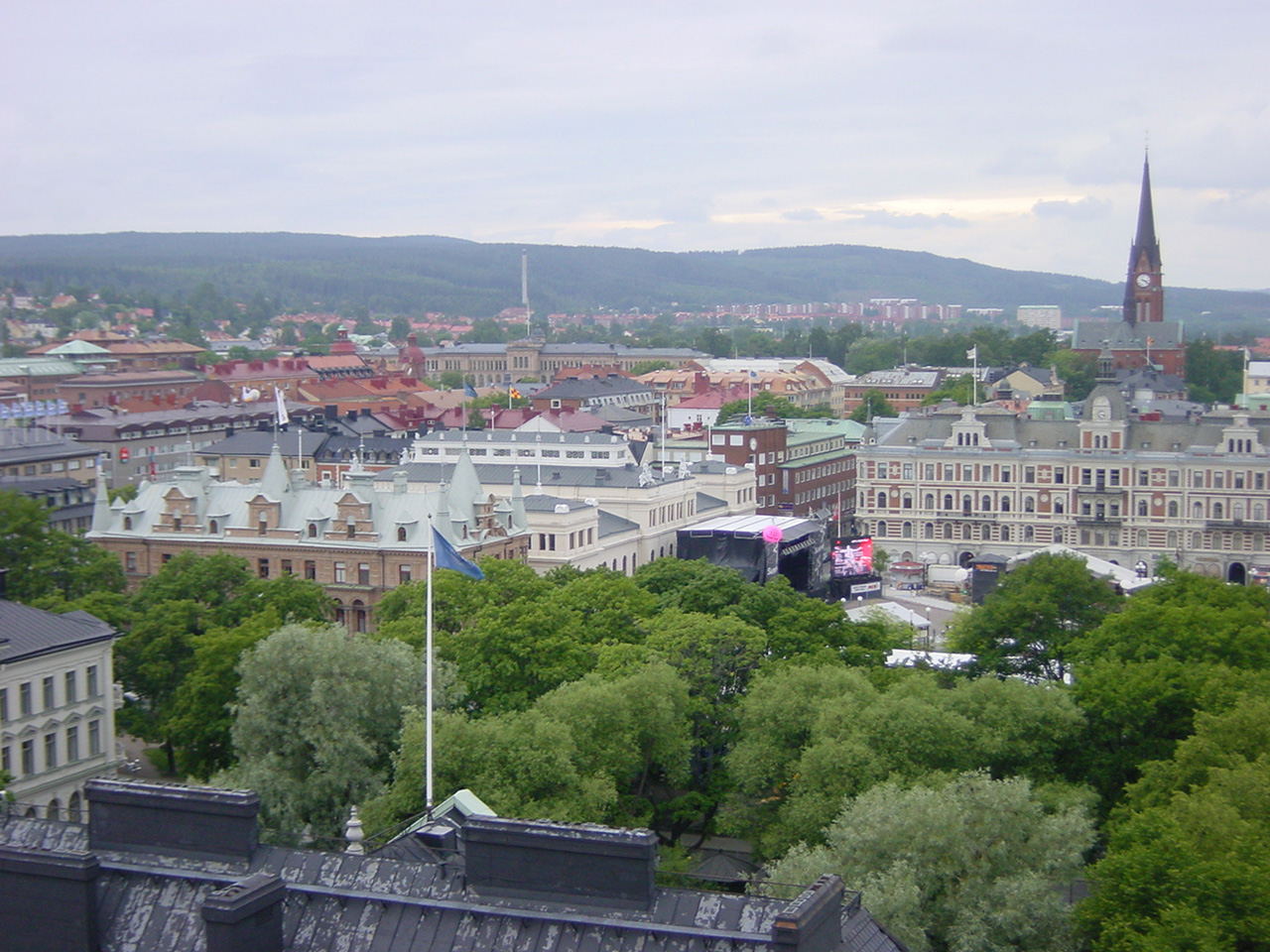
Vy över de centrala delarna av Sundsvall, även känt som Stenstaden.

### Tätorter i staden 1960
I Sundsvalls stad fanns del av tätorten Sundsvalla, som hade 29 249 invånare i staden den 1 november 1960. Tätortsgraden i staden var då 99,6 procent.

## Befolkningsutveckling
| Befolkningsutvecklingen i Sundsvalls stad 1805–1970 | Befolkningsutvecklingen i Sundsvalls stad 1805–1970 | Befolkningsutvecklingen i Sundsvalls stad 1805–1970 | Befolkningsutvecklingen i Sundsvalls stad 1805–1970 | Befolkningsutvecklingen i Sundsvalls stad 1805–1970 |
| --- | --------------------------------------------------- | --------------------------------------------------- | --------------------------------------------------- | --------------------------------------------------- |
| |                                                     |                                                     |                                                     |                                                     |
| År |                                                     |                                                     | Folkmängd                                           |                                                     |
| 1805 | 1805                                                |                                                     | 1 471                                               |                                                     |
| 1810 | 1810                                                |                                                     | 1 473                                               |                                                     |
| 1820 | 1820                                                |                                                     | 1 720                                               |                                                     |
| 1830 | 1830                                                |                                                     | 1 895                                               |                                                     |
| 1840 | 1840                                                |                                                     | 2 075                                               |                                                     |
| 1850 | 1850                                                |                                                     | 2 837                                               |                                                     |
| 1860 | 1860                                                |                                                     | 4 432                                               |                                                     |
| 1870 | 1870                                                |                                                     | 6 405                                               |                                                     |
| 1880 | 1880                                                |                                                     | 9 116                                               |                                                     |
| 1890 | 1890                                                |                                                     | 13 215                                              |                                                     |
| 1900 | 1900                                                |                                                     | 14 831                                              |                                                     |
| 1910 | 1910                                                |                                                     | 16 854                                              |                                                     |
| 1920 | 1920                                                |                                                     | 16 776                                              |                                                     |
| 1930 | 1930                                                |                                                     | 18 007                                              |                                                     |
| 1935 | 1935                                                |                                                     | 18 504                                              |                                                     |
| 1940 | 1940                                                |                                                     | 18 582                                              |                                                     |
| 1945 | 1945                                                |                                                     | 20 530                                              |                                                     |
| 1950 | 1950                                                |                                                     | 25 703                                              |                                                     |
| 1955 | 1955                                                |                                                     | 27 674                                              |                                                     |
| 1960 | 1960                                                |                                                     | 29 355                                              |                                                     |
| 1965 | 1965                                                |                                                     | 59 439                                              |                                                     |
| 1970 | 1970                                                |                                                     | 64 801                                              |                                                     |
| Anm: 1948 inkorporerades Sköns landskommun och 1965 inkorporerades kommunerna Alnö landskommun, Selångers landskommun och Sköns köping. För åren 1805-1945: befolkning enligt folkräkning 31 december enligt den administrativa indelningen den 1 januari följande år. 1950 avser befolkning enligt folkräkning den 31 december enligt den administrativa indelningen den 1 januari 1952. 1955 avser den kyrkobokförda befolkningen den 31 december enligt den administrativa indelningen den 1 januari följande år. 1960 och 1965 avser befolkning enligt folkräkning den 1 november enligt den administrativa indelningen den 1 januari följande år. 1970 avser befolkning enligt folkräkning den 1 november i det område som Sundsvalls stad omfattade när den ombildades till Sundsvalls kommun 1 januari 1971. |                                                     |                                                     |                                                     |                                                     |

## Politik

### Mandatfördelning i valen 1919-1966
| 10 | 10 | 16 |

| 32 |

| 9 | 9 | 18 |

| 32 |

| 10 | 6 | 20 |

| 34 |

| 15 | 2 | 3 | 16 |

| 35 |

| 13 | 2 | 2 | 19 |

| 35 |

| 15 | 4 | 17 |

| 34 |

| 20 |  | 5 | 14 |

| 37 |

| 21 | 6 | 13 |

| 35 |

| 2 | 17 | 10 | 11 |

| 36 |

|  | 22 | 14 | 7 |

| 38 | 6 |

| 2 | 21 | 14 | 7 |

| 38 | 6 |

|  | 20 | 2 | 10 | 11 |

| 37 | 7 |

|  | 23 | 2 | 11 | 7 |

| 38 | 6 |

| 4 | 31 | 4 | 12 | 3 | 6 |

| 55 |

| 6 | 28 | 6 | 12 |  | 7 |

| 55 |

### Stadsfullmäktigeordförande i Sundsvall
- Erik Berggren (1867–89), rektor, bankdirektör
- Magnus Arhusiander (1889), grosshandlare
- Johan Severin Axell (1890–91), trävaruhandlare
- Magnus Arhusiander (1892–97), grosshandlare
- Johan Fredrik Cornell (1898–1911), major
- Gustaf Knaust (1911–20), grosshandlare
- Erik Berggren d.y. (1921–30), bankdirektör
- Algot Lundström (1931–34), överstelöjtnant
- Hugo Nordgren (1935–42), konsul
- Gideon Gustafsson (1943–46), chefredaktör
- Birger Kjellson (1947–50), advokat
- Carl Nordlander (1951–63), stadsbibliotekarie
- Bo Martinsson (1964–69), advokat

### Fotnoter
1. ↑  Runeberg.org Sveriges statskalender 1925 sida 1100
2. ↑  Per Andersson: Sveriges kommunindelning 1863-1993, Draking, Mjölby 1993, ISBN 91-87784-05-X, s. 90
3. 1 2   (PDF) Folk- och bostadsräkningen den 1 november 1965, I. Folkmängd inom kommuner och församlingar samt kommunblock efter kön, ålder, civilstånd m.m.. Stockholm: Statistiska centralbyrån. 1966. sid. 60. Arkiverad från originalet den 24 januari 2015. https://www.webcitation.org/6VpIdxjHN?url=http://www.scb.se/Grupp/Hitta_statistik/Historisk_statistik/_Dokument/SOS/Folk_o_bostadsrakningen_1965_1.pdf. Läst 24 januari 2015 Arkiverad 24 september 2015 hämtat från the Wayback Machine.
4. ↑   (PDF) Folk- och bostadsräkningen 1970, Del 1. Befolkning i kommuner och församlingar m.m.. Stockholm: Statistiska centralbyrån. 1972. sid. 64. Arkiverad från originalet den 6 juli 2015. https://www.webcitation.org/6ZpNsyqr4?url=http://www.scb.se/Grupp/Hitta_statistik/Historisk_statistik/_Dokument/SOS/Folk_o_bostadsrakningen_1970_1.pdf. Läst 6 juli 2015 Arkiverad 24 september 2015 hämtat från the Wayback Machine.
5. ↑  Andersson, Per (1993). Sveriges kommunindelning 1863–1993. Mjölby: Draking. Libris 7766806. ISBN 91-87784-05-X
6. ↑  ”Förteckning (Sveriges församlingar genom tiderna)”. Skatteverket. 1989. http://www.skatteverket.se/privat/folkbokforing/omfolkbokforing/folkbokforingigaridag/sverigesforsamlingargenomtiderna/forteckning.4.18e1b10334ebe8bc80003999.html. Läst 17 december 2013.
7. ↑  Fornminnesregistret, Riksantikvarieämbetet: Sundsvalls stad Fornminnen i socknen erhålls på kartan genom att skriva in sockennamn (utan "socken") i "Ange geografiskt område"
8. ↑  ”Svenska Heraldiska Föreningens vapendatabas”. Arkiverad från originalet den 18 oktober 2012. https://web.archive.org/web/20121018011750/http://databas.heraldik.se/index.php. Läst 30 januari 2011.
9. ↑  SCB: Folkräkningen 1950 del 1 Arkiverad 29 oktober 2013 hämtat från the Wayback Machine. sida 180 i pdf:en
10. ↑  SCB Folkräkningen 1960 del 2 Arkiverad 24 september 2015 hämtat från the Wayback Machine. sida 43 i pdf:en
11. ↑  ”Historisk statistik efter serie”. Statistiska centralbyrån. Arkiverad från originalet den 30 december 2017. https://web.archive.org/web/20171230122632/http://www.scb.se/sv_/hitta-statistik/historisk-statistik/digitaliserat---statistik-efter-serie/. Läst 21 juni 2019.
12. ↑  ”Folkräkningen 1910–1960”. Statistiska centralbyrån. Arkiverad från originalet den 22 augusti 2018. https://web.archive.org/web/20180822113519/https://www.scb.se/sv_/Hitta-statistik/Historisk-statistik/Digitaliserat---Statistik-efter-serie/Sveriges-officiella-statistik-SOS-utg-1912-/Folk--och-bostadsrakningarna-1860-1990/Folkrakningen-1910-1960/. Läst 21 juni 2019.
13. ↑  ”Folk- och bostadsräkningen 1965–1990”. Statistiska centralbyrån. Arkiverad från originalet den 22 augusti 2018. https://web.archive.org/web/20180822145518/https://www.scb.se/sv_/Hitta-statistik/Historisk-statistik/Digitaliserat---Statistik-efter-serie/Sveriges-officiella-statistik-SOS-utg-1912-/Folk--och-bostadsrakningarna-1860-1990/Folk--och-bostadsrakningen-1965-1990/. Läst 21 juni 2019.